# Asquerosa alegría
Asquerosa alegría es el nombre del segundo disco de la banda argentina Bersuit Vergarabat. Este material fue producido por Tweety González y contaría con la participación de Miguel Zavaleta. A diferencia de su álbum debut Y punto, lanzado un año antes, este trabajo no alcanzó el éxito esperado. Tras el lanzamiento del disco, se alejaron de la banda Marcela Chediak (percusión), Raúl Pagano (teclados) y Charly Bianco (guitarra). En reemplazo de este último, ingresó el guitarrista de origen venezolano, llamado Alberto Verenzuela, viejo amigo de la banda.  
El arte de tapa del álbum es un fragmento de la obra «El Payaso Mago» del artista francés André Martins de Barros, muestra un payaso, sonriendo de forma sarcástica y grotesca. La cara del payaso está hecha por un enorme trasero y el resto del mismo está formado por mujeres desnudas.
A pesar del fracaso del disco, entre los éxitos que cabe destacar son: «Los elefantitos», «Tu pastilla fue», «Fuera de acá», «Clara» y «Ausencia de estribillo».

## Lista de canciones
Todas las canciones escritas y compuestas por Bersuit Vergarabat. 
| N.º | Título                       | Letras                        | Música                             | Duración |  |
| 1.  | «Fuera de acá»               | Cordera                       | Céspedes                           | 04:12    |  |
| 2.  | «Sin son»                    | Martín                        | Céspedes, Righi                    | 05:00    |  |
| 3.  | «Tu pastilla fue»            | Cordera                       | Céspedes, Martín                   | 04:00    |  |
| 4.  | «Clara»                      | Cordera                       | Cordera                            | 05:05    |  |
| 5.  | «Cha, cha, cha»              | Cordera                       | Cordera                            | 02:49    |  |
| 6.  | «Ausencia de estribillo»     | Subirá                        | Céspedes                           | 02:35    |  |
| 7.  | «Si amanece»                 | Cordera                       | Cordera, Céspedes                  | 04:22    |  |
| 8.  | «Decile a tu mamá»           | Cordera, Omar Orlando Quiroga | Quiroga                            | 02:27    |  |
| 9.  | «Balada de Guang Chang Kein» | Instrumental                  | Subirá                             | 00:48    |  |
| 10. | «Los elefantitos»            | Subirá                        | Cordera                            | 05:15    |  |
| 11. | «Vamos, no llegamos»         | Cordera                       | Céspedes, Martín                   | 03:45    |  |
| 12. | «Nepore'y (tu ausencia)»     | Subirá                        | Céspedes                           | 05:48    |  |
| 13. | «Buceando en el Riachuelo»   | Instrumental                  | Cordera, Céspedes, Tweety González | 02:15    |  |

## Personal
- Gustavo Cordera - Voz y coros.
- Rubén Sadrinas - Voz, coros y megáfono.
- Oscar Righi - Guitarras eléctricas, lead, española, palmas y coros.
- Charly Bianco - Guitarras eléctricas, acústicas y 2° lead en "Vamos, no llegamos".
- Pepe Céspedes - Bajo, guitarra acústica en "Tu pastilla fue", teclado esquizofrénico en "Vamos, no llegamos".
- Juan Subirá - Teclados, coros, guitarra española y voz en "Balada de...".
- Marcela Chediak - Congas, timbaletas, percusión adicional y palmas.
- Carlos Enrique Martín - Batería, palmas y coros.

## Convidados Especiales
- Tweety González - Programación, samplers y teclados en "Tu pastilla fue", "Fuera de acá", "Sin Son" y "Ausencia de Estribillo".
- Miguel Zavaleta - Arreglos de voces y voces en "Si amanece".
- Adriana Beltrán - Coros en "Los Elefantitos".
- Colacho Brizuela - Guitarra española en "Los Elefantitos".
- Fernando Forgia - Flauta elefanteásica.
- Gustavo Cirilli - Asadera en "Balada de..." y Video Home (Cortesía de la Orquesta del Doctor Aristóbulo del Valle Iberlucea).
- Coro Arpepiano - Nina Righi, Carola y Lucía Castellani, Bárbara Nicali en "Fuera de acá".

Y la Especial Participación de la Murga "Los amantes de la Boca" en "Los Elefantitos".

## Dedicatorias
- G.C.: A mí mismo.
- R.S.: A mi hijo Diego y a los que me inspiraron su nombre: Diego Maradona, Diego Ortíz Mujica y Diego San Clemente.
- P.C.: A María Duarte (Mi Mamá).
- C.M.: A Carolina Martín.
- J.S.: A mi abuela Porota, Julieta y Natalia y a Leopardo Vir Thomsio.
- M.C.: A mis sobrinas Astrid y Julia Petersen y a mi negrito Colombres.
- O.R.: A Nina (Mi hija), a Miguel Ángel Solá (Mi amigo), a Alicia y a mi Mamá.
- C.B.: A Agostina.

## Trivialidades
- La canción "Sin son" fue dedicada al periodista y escritor Enrique Symns, quien fuera monologuista de la banda en los comienzos de la misma.
- La canción "Clara" relata la historia de un femicidio.
- La canción "Ausencia de estribillo" hace mención al periodista deportivo y comentarista Macaya Márquez, quien posteriormente tendría una participación en la canción "Al fondo de la red", del próximo disco de la banda.
- La canción "Si amanece" es una crítica al gobierno de Carlos Saúl Menem, a quien luego dedicarían varias canciones del disco Libertinaje.
- La canción "Los elefantitos" está inspirada en la historia de Leopardo Vir Thomsio, que se vería plasmada en el próximo disco.
- La canción "Buceando en el riachuelo" es una versión ralentizada de "Fuera de acá", primera canción del disco.